# 損益算
損益算（そんえきざん）とは、算数における文章題で、売買による損益に関する計算方法のことである。売買算とも呼ばれる。原価（仕入れ値）→定価→売り値→利益（損失）という流れの中で、限られた条件から様々な量を求めることが求められる。

## 解法のポイント
売買損益の問題を解くには、原価（仕入れ値）→定価→売り値→利益の条件を整理し、利益率や値引率から各量を求めることがポイントとなる。
その関係は
定価 = 原価 ×（1 + 利益率）
売価 = 定価 ×（1 - 割引率）
である。これより、売価と原価の直接の関係は
売価 = 原価 ×（1 + 利益率）×（1 - 割引率）
と表せる。そして、利益は
利益 = 売価 - 原価
と表される。
損益算で最初に理解すべきこととして、割引率、利益率の2種の割合があり、それぞれ定価、原価に対する割合であることが挙げられる。また、売価と原価の直接の関係を表す式を立てるには、2段階の割合を乗じる点もポイントである。
小学校高学年で初めて遭遇することになるが、小学生は小売の流れ(安く仕入れて高く販売して利益を上げる)や小売用語(原価、仕入、利益、定価)を知らないケースが多い。周囲の人間が小売に関する内容を丁寧に説明し、理解をさせてから学習内容に入ることが重要である。

## 例題
ダチョウの卵を何個か仕入れました。原価の80%の利益を見込んで定価をつけましたが2割しか売れず、定価の3割引きで売ったところ、残りの7割が売れ、102個の卵が残りました。利益は160310円でした。ダチョウの卵1個の原価はいくらですか。

### 解答例
まず仕入れたダチョウの卵の個数を求める。
- 仕入れた卵の総数を 100 と置く。定価の時点で売れた卵の数は総数の2割であるから、100 × 0.2、つまり20個である。よって残っているのは 100 - 20、つまり 80 である。
- 定価の3割引で売れた卵の総数は上の 80 のうちの7割。80 × 0.7、つまり 56 である。よって売れ残っているのは 80 - 56、つまり 24 である。これが卵102個分に当たるから、仕入れた卵の総数は、102 ÷ (24/100) 個、つまり425個である。

ダチョウの卵425個の仕入れ値を求める。
- ダチョウの卵1個あたりの値段を 1 とおく。よって卵425個の総仕入れ値は 425 である。
- 原価の8割高、つまりダチョウの卵1個あたり 1.8 の値段で売った個数は、425 × 0.2個（= 85個）あるので、ここでの売上高は 1.8 × 85 (= 153) である。
- 定価の3割引、つまりダチョウの卵1個あたり 1.8 × 0.7 (= 1.26) で売った個数は、(425 - 85）× 0.7 個（= 238個）であるから、ここでの売上げ高は 238 × 1.26 (= 299.88) である。
- 売上はこれのみ。よって総売上げ高は 153 + 299.88 (= 452.88) である。利益は 452.88 - 425 (= 27.88) である。これが160310円に当たるので、卵一個の原価は、160310 ÷ 27.88 円。よって、5750円である。

なお、原価は5750円、定価は10350円、定価3割引は7245円である。
方程式を用いた解き方もある。
仕入れた卵1個当たりの原価をxとし、仕入れた個数をyとする。
定価は80%増しなので、1個当たりの販売価格は1.8xとなる。
yの2割が売れたので、売上は、0.2y×1.8xとなる。
全然売れないので、定価の3割引で売ることにした。よって販売価格を0.7×1.8xに変更した。
手元にあるyの個数は、y-0.2y=0.8y。これの7割が売れたので、0.8y×0.7=0.56yが売れたことになる。したがって、0.8y-0.8y×0.7=0.24yが残った。ちなみにこの価格で0.7×1.8x×0.56yの売上を記録した。
ここで販売をいったん止めた。残っているのは102個なので、題意に沿うと、0.24y=102。よってy=425となる。
原価は425×x=425xとなる。現時点での売上はy=425より、0.2×425×1.8x+0.7×1.8x×0.56×425となる。
利益=売上-原価であることから、160310=0.2×425×1.8x+0.7×1.8x×0.56×425-x×425となる。これを解くと、x=5750。故に5750円となる。